# Todd Zeile
Todd Edward Zeile (né le 9 septembre 1965 à Van Nuys, Californie, États-Unis), est un ancien joueur de premier but et de troisième but des Ligues majeures de baseball. Il y a évolué de 1989 à 2004, portant les couleurs de 11 équipes.

## Carrière
Todd Zeile est un choix de deuxième ronde des Cardinals de Saint-Louis en 1986. Il débute dans les majeures le 18 août 1989 et frappe 25 coups de circuit à sa saison recrue chez les Cardinals en 1990. Utilisé comme receveur dans les ligues mineures et à ses deux premières années dans la Ligue nationale, il est muté au troisième but dès 1991.
En 1991, toujours pour Saint-Louis, il atteint un sommet personnel de 36 circuits, total qu'il atteindra à nouveau en 1993 avec les Cards et en 2000 avec les Mets de New York.
En 1993, il produit plus de 100 points pour la seule fois de sa carrière, avec un total de 103.
Zeile quitte les Cardinals en 1995 alors qu'il est transféré aux Cubs de Chicago, avec qui il termine la saison. Il s'aligne par la suite avec les Phillies de Philadelphie (1996), les Orioles de Baltimore (1996), les Dodgers de Los Angeles (1997-1998), les Marlins de la Floride (1998), les Rangers du Texas (1998-1999), les Mets de New York (1999-2001), les Rockies du Colorado (2002), les Yankees de New York (2003), les Expos de Montréal (2003) et, pour une seconde et dernière fois, avec les Mets de New York (2004). 
En 2000, il atteint avec les Mets la Série mondiale. Il frappe dans une moyenne de,400 durant les 5 parties de la finale, mais son équipe perd contre les Yankees. Durant ses deux saisons avec les Mets, il joue au premier but. Cependant, il retourne à sa position originale, le troisième coussin, à son arrivée chez les Rockies du Colorado la saison suivante.
Le 3 octobre 2004, Todd Zeile, alors avec les Mets, réussit le dernier circuit accordé par un lanceur des Expos de Montréal avant le transfert de la franchise vers Washington. Par le fait même, il devenait le 41e joueur de toute l'histoire (et le dernier en date de 2009) à claquer un circuit à sa dernière présence au bâton dans les majeures.
Précédemment au cours de la saison 2004, les Mets font jouer Zeile au poste de receveur dans deux parties, une position qu'il n'avait pas occupée depuis 13 ans.
En 2158 parties en carrière dans les majeures, Todd Zeile a frappé 2004 coups sûrs, dont 253 circuits. Il a marqué 986 points et en a produit 1110. Sa moyenne au bâton en carrière est de,265.

## Vie privée
Il est marié à la gymnaste artistique Julianne McNamara.